# Conselho Insular de Minorca
Conselho Insular de Minorca (em catalão: Consell Insular de Menorca; em castelhano: Consejo Insular de Menorca) é a instituição governante da ilha de Minorca, na Espanha. Foi criado em 1978, com a aprovação do regime pré-autônomo das Baleares, e foi oficialmente instituído em 1983, com a aprovação do Estatuto de Autonomia das Ilhas Baleares.

## Atribuições
O Conselho Insular possui atribuição de coordenar a administrações da ilha para o ordenamento do território, a actividade e o ordenamento urbano, o ordenamento e fiscalização do setor turístico, a gestão do património histórico de arte, o recolhimento e o tratamento de resíduos, a atenção e assistência social a grupos desfavorecidos ou com deficiência, a proteção de menores, o transporte terrestre, proteção civil e o serviço de bombeiros.

## Presidentes
| N.º | Nome                    | Início                 | Fim                    | Partido   |
| --- | ----------------------- | ---------------------- | ---------------------- | --------- |
| 1.  | Francesc Tutzó          | 19 de abril de 1979    | 8 de maio de 1983      | UCD       |
| 2.  | Tirs Pons Pons          | 8 de maio de 1983      | 26 de maio de 1991     | PSIB-PSOE |
| 3.  | Albert Moragues Gomila  | 26 de maio de 1991     | 18 de setembro de 1991 | PSIB-PSOE |
| 4.  | Joan Huguet Rotger      | 18 de setembro de 1991 | 27 de agosto de 1995   | PP        |
| 5.  | Cristòfol Triay Humbert | 27 de agosto de 1995   | 30 de julho de 1999    | PP        |
| 6.  | Joana Barceló           | 30 de julho de 1999    | 17 de setembro de 2008 | PSIB-PSOE |
| 7.  | Marc Pons Pons          | 17 de setembro de 2008 | 14 de junho de 2011    | PSIB-PSOE |
| 8.  | Santiago Tadeo Florit   | 14 de junho de 2011    | 24 de maio de 2015     | PP        |
| 9.  | Maite Salord Ripoll     | 24 de maio de 2015     | 30 de julho de 2017    | MpM       |
| 10. | Susana Mora Humbert     | 30 de julho de 2017    | Atualidade             | PSIB-PSOE |